# Ernestinenhof

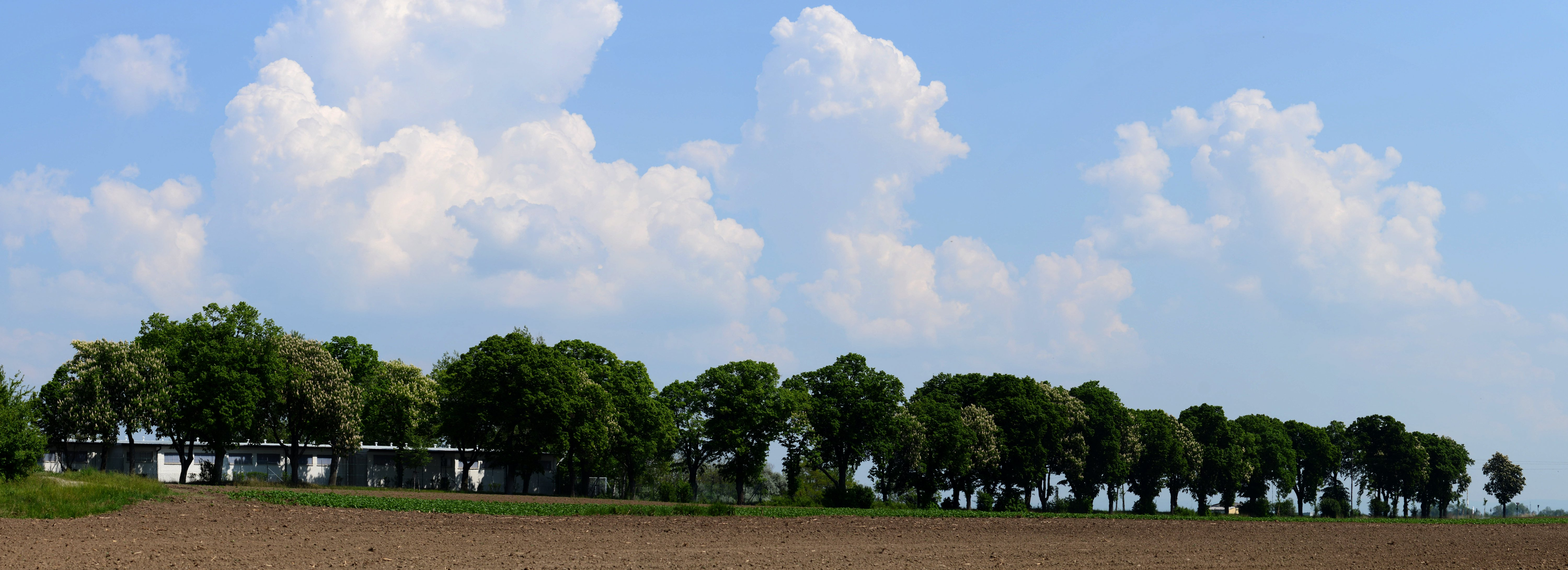
Nebengebäude und Naturdenkmal Allee

Der Ernestinenhof ist ein Gutshof zwischen Prottes und Schönkirchen-Reyersdorf in Niederösterreich.
Der Hof wurde 1829 als Meierhof der Herrschaft Matzen durch Christian Graf von Kinsky erbaut und nach dessen Frau, Ernestine Freiin Poirot de Blainville, benannt. 1833 lebten hier zehn Personen; der Viehbestand belief sich auf sechs Pferde, 37 Kühe, 300 Schafe und 14 Schweine. Um 1876 lebten hier 20 Personen. Später erwarb der Agrarkonzern Gustav und Wilhelm Löw den Gutshof, 1937 gehörte er zu den Doktor-Marianne-Hamburger-Löw’schen Besitzungen und wurde als Hachschara geführt. Heute befindet sich auf dem Hof eine Sektkellerei.
Die Waldbestände und eine Kastanien-Linden-Allee in unmittelbarer Nähe des Hofs sind als Naturdenkmale geschützt.